# Vlasta Kodešová
Vlasta Kodešová (26 marzo 1944) è un'ex tennista cecoslovacca.
È conosciuta anche come Vlasta Vopičková.

## Carriera
Nei tornei del Grande Slam ha ottenuto il suo miglior risultato raggiungendo i quarti di finale nel singolare all'Open di Francia nel 1968 e nel 1970, e di doppio a Wimbledon nel 1964, in coppia con la connazionale Věra Suková.
In Fed Cup ha giocato un totale di 17 partite, ottenendo 10 vittorie e 7 sconfitte.